# Marchwiczny Żleb

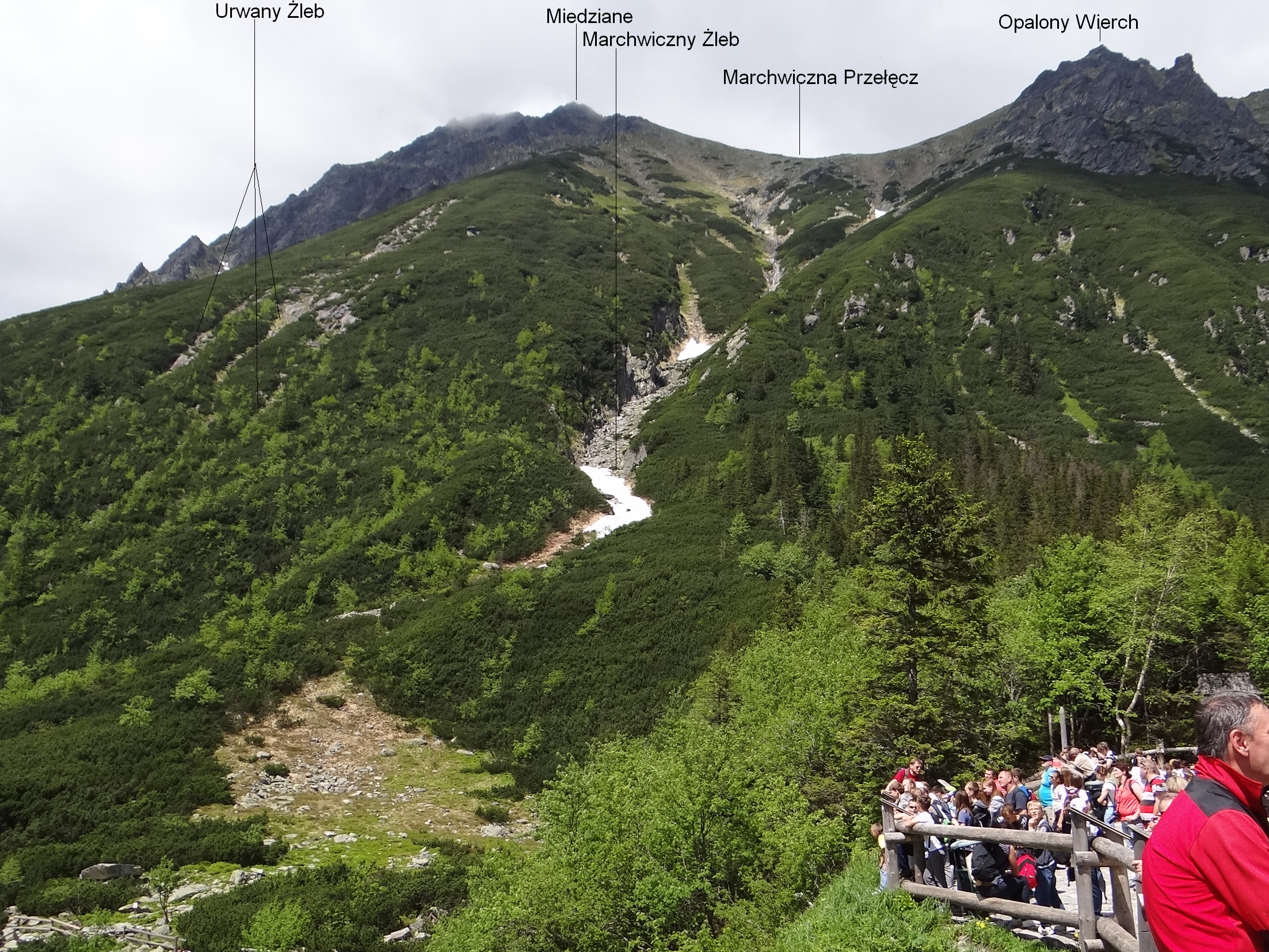
Widok od schroniska nad Morskim Okiem

Marchwiczny Żleb – żleb w polskich Tatrach Wysokich, opadający z Marchwicznej Przełęczy do Kotła Morskiego Oka w Dolinie Rybiego Potoku. Górą ma lejkowaty kształt o szerokości dochodzącej do 200 m, zimą gromadzi się w nim więc duża masa śniegu. Orograficznie prawe ograniczenie żlebu tworzy wschodnia grzęda Miedzianego, lewe południowo-wschodnia grzęda Opalonego Wierchu. Żleb tworzy głębokie koryto i przecina Ceprostradę. Około 100 m powyżej tego szlaku turystycznego jego koryto zwężone jest skalną bramą o szerokości około 20 m. W bramie tej zaklinował się olbrzymi blok skalny, na którym po większych opadach tworzy się wodospad.
Marchwiczny Żleb jest groźnym żlebem lawinowym. Lawiny schodzą nim każdej zimy. Co kilka lat zdarzają się tak duże, że załamują lód na Morskim Oku i dochodzą aż na przeciwległy stok pod Granią Żabiego. Prawdopodobnie największa zdarzyła się w lutym 2000. Zniszczyła pas lasu o szerokości ok. 150 m, załamała lód na Morskim Oku, dojechała aż na stok Żabiej Grani i w niewielkim stopniu uszkodziła schronisko stojące na morenie. Najtragiczniejsza lawina zdarzyła się zimą 1931/32; przywaliła i zabiła dwóch pracowników schroniska rąbiących przeręble w lodzie na Morskim Oku. Przecinający Ceprostradę żleb stanowi zagrożenie dla wędrujących tym szlakiem zimą turystów i narciarzy. Sposobem na ominięcie go jest wędrówka południowo-wschodnią grzędą Opalonego Wierchu (wariant przydatny tylko zimą).
Latem przejście Marchwicznym Żlebem jest łatwe (0, w kilku miejscach I stopień w skali trudności UIAA). Prawdopodobnie chodzono nim od dawna, jeszcze w czasach przedturystycznych. Pierwsze turystyczne przejście:
- letnie: Adam Staniszewski 11 lipca 1908,
- zimowe: Adam Górka, Czesław Łapiński i Kazimierz Paszucha w 1945[2].

## Szlaki turystyczne
– schronisko PTTK nad Morskim Okiem – Szpiglasowa Przełęcz – rozdroże w Dolinie Pięciu Stawów Polskich.